# Federazione di baseball e softball della Costa d'Avorio
La Federazione ivoriana di baseball e softball (fra. Fédération Ivoirienne de Baseball & Softball) è un'organizzazione fondata per governare la pratica del baseball e del softball in Costa d'Avorio.
Organizza il campionato maschile e di softball femminile, e pone sotto la propria egida la nazionale maschile e di softball femminile.